# Sheila Vand
Pour les articles homonymes, voir Sheila et Vand.
Sheila Vand, née le 27 avril 1985 en Californie, est une actrice américaine.

## Filmographie
- 2007 : Rabia (court métrage) : Lina
- 2007 : Life (série télévisée) : Shahnaz Darvashi
- 2008 : In the Dark (court métrage) : Nahid
- 2009 : Peter and the Mischievous Hanky (court métrage) : la sorcière blanche
- 2009 : Overdrawn (court métrage) : Emma Scarborough
- 2009 : Arnold and the Alps (court métrage) : Shiloh
- 2010 : Bold Native : Sonja
- 2010 : Passing On (court métrage) : Diana
- 2010 : Ketab (court métrage) : la sœur de Saeed
- 2010 : Girlfriend (en) : la femme de Kenny (voix)
- 2011 : Pashmaloo (court métrage) : Farah
- 2012 : This Is Caroline (court métrage) : Deb (voix)
- 2012 : NYC 22 (série télévisée) : Jasmeen
- 2012 : Argo : Sahar
- 2007-2012 : Prom Queen (série télévisée) : Courtney
- 2013 : Beverly Hills Cop (téléfilm) : Leila (téléfilm sorti en ligne en 2022)
- 2013 : Cult (série télévisée) : Allegra Constantine
- 2014 : A Girl Walks Home Alone at Night : la fille
- 2014 : The Red Tent (mini-série) : Meryt
- 2014 : Quarantine (court métrage) : Dieu (voix)
- 2014-2015 : State of Affairs (série télévisée) : Maureen James
- 2015 : In Her Place (court métrage) : Nazy
- 2015 : BoJack Horseman (série télévisée) : le téléphone de Todd (voix)
- 2015 : Camino : Marianna
- 2015 : Minority Report (série télévisée) : Fredi Kincaid
- 2016 : Whiskey Tango Foxtrot : Shakira Khar
- 2016 : Women Who Kill : Simone
- 2016 : Jimmy Vestvood: Amerikan Hero : Leila
- 2017 : Aardvark : Hannah
- 2017 : 24 : Legacy (série télévisée) : Nilaa
- 2017 : 68 Kill : Monica
- 2018 : Prospect de Zeek Earl et Christopher Caldwell : Inumon
- 2019 : Triple frontière (Triple Frontier) de J.C. Chandor : Lauren Yates
- 2020 : The Rental de Dave Franco : Mina